# Уэбстер, Дэвид (антрополог)
Дэвид Джозеф Уэбстер (Вебстер, англ. David Joseph Webster; 1 декабря 1944 — 1 мая 1989) — южноафриканский учёный и активист борьбы против апартеида. В качестве антрополога преподавал в Витватерсрандском университете, пока не пал жертвой политического убийства.
Уэбстер длительное время занимался этнографией, и его полевая работа у берегов Коси-Бей на границе с Мозамбиком привела к появлению ряда рецензируемых научных публикаций.
Активист оппозиционного Объединённого демократического фронта, Уэбстер также был одним из основателей Комитета поддержки родителей заключенных (Detainees' Parents' Support Committee, DPSC) в 1981 году и Форума пяти свобод в 1987 году. Он помогал в мобилизации и организации южноафриканских музыкантов во время борьбы в 1980-х годах. Кроме научной и общественно-политической деятельности, являлся активным членом клуба болельщиков футбольной команды Orlando Pirates.
Уэбстер был убит силами безопасности режима апартеида у собственного дома 1 мая 1989 года.

## Ранние годы
Дэвид Джозеф Уэбстер родился в 1944 году в Северной Родезии, где его отец работал шахтёром в Меденосном поясе. Он учился в Университете Родса в Грэхэмстауне, где увлёкся студенческим движением и политикой.
В 1970 году Уэбстер начал преподавать антропологию в университете Витватерсранда. Его докторская диссертация была написана по традиционной теме его отрасли — антропологии родства (kinship), но она была сосредоточена на политически взрывоопасной сфере, а именно на рабочих-мигрантах из Мозамбика. С 1976 года он на протяжении двух дет преподавал с Питером Уорсли в Манчестерском университете.
Уэбстер принимал активное участие в политическом движении против апартеида, особенно в 1980-х годах в Комитете поддержки родителей задержанных — организации, выступающей за освобождение политических заключенных, содержащихся без суда и следствия режимом апартеида в Южной Африке. Часто устраивал у себя дома сходки борцов с апартеидом, известные как «Уэбстерские чаепития». Он состоял в переписке по научной тематике с коммунистической активисткой и учёной Рут Фёрст, убитой в Мозамбике спецслужбами ЮАР, и те не исключали, что Уэбстер и сам состоял в Южно-Африканской коммунистической партии.

## Убийство
Уэбстер был застрелен возле своего дома (на улице Элеонор, 13) в Троевилле, Йоханнесбург, убийцами, работавшими в Бюро гражданского сотрудничества — подпольной охранке режима апартеида, служившей как эскадрон смерти. Бригаде наемных убийц за это преступление заплатили 40 000 рандов (на тот момент эквивалент примерно 8 000 долларов США).
Ферди Барнард — человек, который непосредственно нажал на спусковой крючок дробовика, — позже предстал перед судом и был признан виновным в 1998 году; он был приговорён к двум пожизненным срокам плюс 63 годам заключения за многочисленные преступления, включая убийство Уэбстера. Однако он был освобожден из тюрьмы 2 апреля 2019 года после того, как его в предыдущем месяце его условно-досрочное освобождение было одобрено министром юстиции и исправительных учреждений Майклом Масутой.
Тысячи людей посетили отпевание убитого оппозиционного активиста в соборе Святой Марии в Йоханнесбурге. На похоронах его товарищи-болельщики из любимой футбольной команды выстроились в почётный караул вокруг гроба Уэбстера.

## Наследие

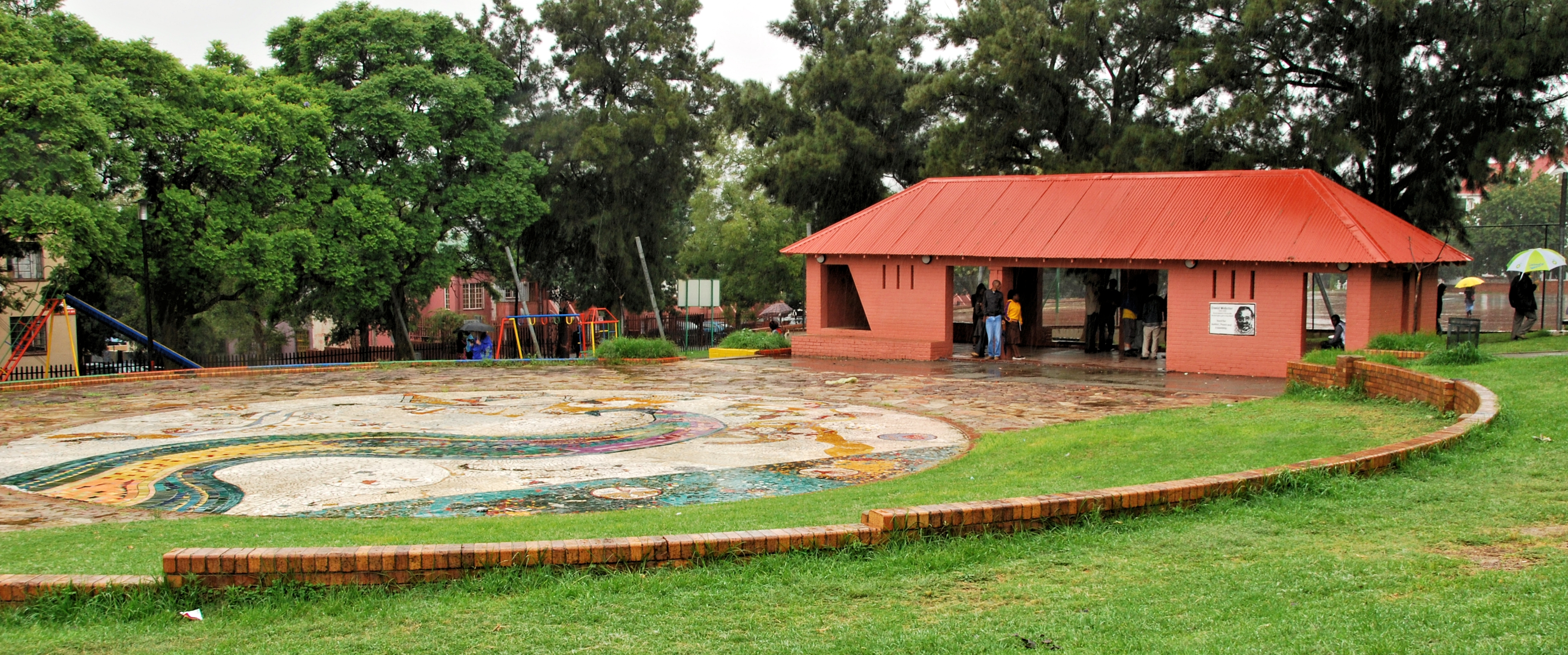
Парк Дэвида Уэбстера

Дом, где Уэбстер жил со своей партнеркой Мэгги Фридман, был объявлен объектом наследия. На месте его убийства установлена мозаика со словами «Убит здесь за свою борьбу с апартеидом». Жил ради справедливости, мира и дружбы". Соседний парк на Кларенс-стрит (ранее называвшийся парком Блуменхоф) был переименован в парк Дэвида Уэбстера в 20-ю годовщину его смерти. В парке находится посвящённая ему мозаика Джейкоба Рамабойи из галереи Спаза.
В 1992 году его Витватерсрандский университет присвоил своему новому общежитию название в честь Дэвида Уэбстера. Ныне там проживают 217 студентов.